# Pseudophytoecia suturalis
Pseudophytoecia suturalis är en skalbaggsart som först beskrevs av Aurivillius 1914.  Pseudophytoecia suturalis ingår i släktet Pseudophytoecia och familjen långhorningar.
Artens utbredningsområde är Kenya. Inga underarter finns listade i Catalogue of Life.